# Cartouche (film, 1962)
Pour les articles homonymes, voir Cartouche.
Pour plus de détails, voir Fiche technique et Distribution.
Cartouche est un film d'aventures franco-italien, réalisé par Philippe de Broca et sorti en 1962.
Le film s'inspire du personnage de Louis Dominique Cartouche, brigand puis chef de bande, qui sévissait à Paris à la cour des Miracles au début du XVIIIe siècle, sous la Régence. 

## Synopsis
Bagarreur mais charmeur et avec un grand cœur, Cartouche vole la paye du régiment où il avait été enrôlé avec La Douceur et La Taupe, et, accompagnés de la charmante Vénus, ils arrivent à Paris où ils vont prendre le contrôle de la bande de Malichot. Ils détroussent les riches et les puissants avec une certaine bonne humeur, jusqu'à ce que Cartouche tombe amoureux de la femme du Lieutenant général de police, ce qui va lui faire prendre des risques de plus en plus grands. Un jour, lors d'une embuscade, Vénus se sacrifie pour sauver Cartouche et, après son enterrement, il décide avec sa bande de la venger.

## Fiche technique
- Titre : Cartouche
- Réalisation : Philippe de Broca
  - Assistants réalisateur : Georges Pellegrin, Joseph Drimal, Jean-Claude Giuliani, Eduardo Fiori
- Scénario : Daniel Boulanger, Philippe de Broca, Charles Spaak
- Dialogues : Daniel Boulanger
- Musique : Georges Delerue
- Décors : François de Lamothe, assisté de René Calviera, Isidore Bernhart et Frédéric de Pasquale
- Costumes : Rosine Delamare
- Photographie : Christian Matras
- Affiche : Yves Thos
- Son : Jean Rieul
- Montage : Laurence Méry-Clark, assistée de Raymonde Guyot
- Photographe de plateau : Raymond Voinquel
- Maître d'armes : Claude Carliez
- Conseiller hippique : François Nadal
- Accessoiristes : Raymond Lemoigne, Henri Berger, Janine Ruault
- Production : Georges Dancigers et Alexandre Mnouchkine
- Sociétés de production : 
  -  Filmsonor S.A., Les Films Ariane, Mondex Films
  -  Vides Cinematografica
- Format : couleur (Eastmancolor) - 35 mm — 2,35:1 (Dyaliscope[1]) - son monophonique
- Genre : film d'aventures, film de cape et d'épée
- Durée : 114 minutes
- Dates de sortie : 
  - France : 7 mars 1962
  - Italie : 14 mars 1962

## Distribution
- Jean-Paul Belmondo : Louis-Dominique Bourguignon dit « Cartouche »
- Claudia Cardinale : Vénus, la compagne de Cartouche
- Odile Versois : Isabelle de Ferrussac, la femme du lieutenant général
- Jess Hahn : « La Douceur », un lieutenant de Cartouche
- Jean Rochefort : « La Taupe », un lieutenant de Cartouche
- Philippe Lemaire : lieutenant général Gaston de Ferrussac
- Marcel Dalio : Malichot, le chef de la Cour des Miracles
- Noël Roquevert : le sergent recruteur
- Alain Dekok : Louison Bourguignon, petit frère de Cartouche
- Jacques Balutin : le frère capucin, dit « Capucine »
- Lucien Raimbourg : le maréchal gâteux
- Jacques Charon : le colonel
- Pierre Repp : le marquis de Griffe, le naïf adjoint de Ferrussac
- Madeleine Clervanne : Pierrette, la chaperonne d'Isabelle
- René Marlic : « Petit Oncle », le tavernier
- Philippe Castelli : le commissaire
- Paul Préboist : 1er gendarme qui a arrêté Vénus et un truand de la Cour des Miracles
- Sim : « La Belette » (scène coupée)[2]
- Jacques Hilling : un aubergiste
- Léonce Corne : le comte dépouillé (scène coupée)[2]
- Jean Lanier : un gentilhomme de l'auberge
- Claude Carliez : l'autre gentilhomme de l'auberge
- Raoul Billerey : un homme de Cartouche
- Rico Lopez : un homme de Cartouche
- Antoine Baud : un homme de Cartouche
- Henri Guégan : un homme de Cartouche
- Jacky Blanchot : un homme de Cartouche (non crédité)
- Armel Marin : un homme de Cartouche
- Paul Jeanjean : un homme de Cartouche
- Maurice Auzel : un homme de Cartouche (également doublure de Jean-Paul Belmondo)
- Billy Leplont : un homme de Cartouche
- Pierre Maguelon : un homme de Cartouche
- Enzo Cerusico : un homme de Cartouche
- Billy Callaway : un homme de Cartouche
- François Nadal : un cavalier (également conseiller hippique du film)
- Roger Trapp : le lecteur public
- Laurence Lignières : Adélaïde
- Dominique Davray : une fille de l'auberge
- Bernadette Stern : une autre fille de l'auberge
- Jacques Préboist : 2e gendarme qui a arrêté Vénus
- Raymond Leplont : l'aide-bourreau
- Robert Blome : un homme du bouge
- Roger Lécuyer (sous toute réserve) : un gentilhomme à la réception dansante
- Philippe de Broca : la voix criant « Les aristocrates à la lanterne ! »
- Bernard Haller : la voix du perroquet
- Roger Lavergne : un homme qui porte Cartouche
- Louis Viret
- Georges Montant
- Irène Sologoub
- Lucien Camiret
- Robert Olivieri : le comptable de Cartouche

## Production
Cartouche est une commande que les producteurs Alexandre Mnouchkine et Georges Dancigers ont proposé à Philippe de Broca, qui n'avait jamais réalisé de film d'aventures. Le film donne une vision très romancée de la vie de Louis Dominique Cartouche, faisant de lui un brigand au grand cœur qui ridiculise les riches sous l'acclamation des pauvres.
Le tournage a eu lieu du 17 juillet au 6 octobre 1961, notamment à Béziers, Ermenonville et Pézenas. C'est la première collaboration de Philippe de Broca avec Jean-Paul Belmondo.
Le réalisateur a dû batailler pour imposer Georges Delerue aux producteurs, car le compositeur n'avait pas encore fait ses preuves dans le cinéma d'aventures.

## Accueil et box-office

### Box-office
Cartouche est un succès dans l'hexagone, il se classe 6ème au box-office France 1962. 
- Union Soviétique : 34, 6 millions d'entrées[4].
- France : 3 610 402 entrées au box-office[5].
- Allemagne : 750 000 entrées[6].

Le film totalise au moins 39 millions d'entrées et figure parmi les plus gros succès français au box-office mondial.

### Critique
« Au croisement des (grands) chemins de Fanfan la Tulipe, Robin des Bois et d'une certaine insolence Nouvelle Vague, Jean-Paul Belmondo est magnifique, bondissant du léger au grave. Derrière le rythme burlesque des capes et des épées, l'éclat des bleus et des rouges, de Broca annonce le temps révolutionnaire. Le drame romantique, petit à petit, prend le pas sur la fantaisie. Une fois enrichi, le bandit découvre l'ennui. "Amuse-toi, cela empêche de mourir", prévient Vénus. Un cadavre, pourtant, et une séquence de funérailles inoubliable finiront de plonger le film dans un lyrisme désespéré. Et de Broca transforme en justiciers ses bandits endeuillés... Superbe. »

— Guillemette Odicino, Télérama, 22 décembre 2012

## Autour du film
- Jean-Paul Belmondo a réalisé toutes ses cascades.
- À la 17e minute du film, lorsque le vieux maréchal apporte la solde des troupes, plusieurs phrases dont Vive le Maréchal sont réutilisées manifestement en clin d'œil au maréchal Pétain.
- Clin d'œil : le nom du méchant de ce film (le lieutenant-général de Ferrussac) est tiré du vrai nom du réalisateur, né Philippe de Broca de Ferrussac[7].
- L'affiche est signée Yves Thos.